# Vasool
Vasool (en inglés: Money Recovery ) es una drama de acción tamil de 2008 dirigida, producida y escrita por V. Rishiraj. La película presenta al recién llegado Hemanth Kumar, Kiran Rathod y V. Rishiraj en los papeles principales, con Besant Ravi, Mahanadi Shankar, Alex, Pallavi, Ashwatha, Fathima Babu, Lavanya, y KR Vatsala en los papeles secundarios. La película tenía una partitura musical de Vijay Shankar y se estrenó el 12 de septiembre de 2008. La película también fue doblada al télugu como Vasool Rani y fue estrenada el 12 de marzo de 2010 por Lakshmi Balaji Cinema Productions.

## Trama
Jeeva (Hemanth Kumar) es un auditor que maneja las finanzas de la popular actriz de cine Kiran  (Kiran Rathod).  Está locamente enamorado de ella. La mejor amiga de Jeeva, Jinda (V. Rishiraj) es el gánster más notorio de Chennai. Por un lado, es una persona de sangre fría y peligrosa para sus enemigos, y por otro lado, es una persona de buen corazón para su familia y amigos. Está casado y tiene un hijo. Cuando Jeeva tuvo que dejar su pueblo después de una discusión con su padre, Jinda acogió a su amigo en su casa y ayudó a Jeeva económicamente. Jeeva se convirtió en auditor y comenzó a trabajar para la popular actriz Kiran. Se acercaron y finalmente se enamoraron el uno del otro. Kiran quiere que mantenga su amor en secreto debido a su estatus de celebridad. A partir de entonces, Jinda se sorprende al descubrir que su amigo está enamorado de Kiran. Le aconseja a Jeeva que olvide a Kiran, pero Jeeva se niega a escuchar a su amiga. Jinda revela entonces que había disfrutado de los favores sexuales de Kiran en varias ocasiones. Jeeva se sorprende con la noticia, así que obliga a Kiran a explicar la acusación de su amigo. Finalmente, Kiran admite que tuvo varias experiencias de casting con productores y que tuvo que acostarse con influyentes peces gordos como Jinda para su propio beneficio. Durante las etapas iniciales de su carrera como actriz, luchó mucho para librarse de los papeles clave, por lo que para alcanzar una posición de liderazgo en la industria, hizo algunos compromisos en el frente personal. Kiran confiesa entonces que no cree en el amor y que el dinero es lo más importante en la vida para ella. Incapaz de soportar esta amarga verdad, Jeeva, que estaba sinceramente enamorado de Kiran, ahoga su pena en el licor. Engañada durante demasiado tiempo por la codiciosa y oportunista Kiran, Jeeva decide secuestrarla. Jinda rastrea a Jeeva, y él impide que Jeeva mate a Kiran. Jinda le dice a Kiran que es inmoral y una vergüenza para la humanidad, entonces la asfixia hasta la muerte justo delante de Jeeva.

## Reparto
- Hemanth Kumar como Jeeva.
- Kiran Rathod como Kiran.
- V. Rishiraj como Jinda.
- Alex como el padre de Geetha.
- K. R. Vatsala como la madre de Jinda.
- Ashwatha como la esposa de Jinda.
- Mahanadi Shankar como Mumbai Kasi.
- Fathima Babu como Angayarkanni.
- Lavanya como Geetha.
- Besant Ravi como Thadal Govindan.
- Pallavi
- Kadhal Saravanan como director de cine.
- Dhadha Muthukumar como Seval.
- Sabarna Anand como Mallika.
- Vrishi Kapoor
- Vasanth Raman
- Suja Varunee en una aparición especial.

## Banda sonora
| Vasool                         | Vasool        |
| ------------------------------ | ------------- |
| Banda sonora por Vijay Shankar |               |
| Lanzada                        | 2008          |
| Grabada                        | 2008          |
| Género                         | Banda sonora  |
| Duración                       | 28:02         |
| Idioma                         | Tamil         |
| Productor                      | Vijay Shankar |

Tanto la partitura como la banda sonora fueron compuestas por el compositor Vijay Shankar. La banda sonora, estrenada en 2008, incluye 7 pistas con letras escritas por Snehan, Viveka, GB y Vijay Shankar.
| Pista | Canción               | Cantante (s)          | Duración |
| ----- | --------------------- | --------------------- | -------- |
| 1     | 'Jhinduku Jhindhaa'   | Tippu                 | 4:52     |
| 2     | «Vanthaan Paaru»      | Balaraman             | 1:15     |
| 3     | «Parugiya Manadhu»    | Pop Shalini, Prasanna | 5:28     |
| 4     | «Singapur Ceylonu»    | Ananthu               | 5:02     |
| 5     | «Kaathaley Kaathaley» | Karthik               | 5:31     |
| 6     | «Thirididum Payalo»   | Pop Shalini           | 4:02     |
| 7     | 'Masthu Masthu'       | Bhargavi              | 4:52     |